# La Fureur d'une mère
Pour plus de détails, voir Fiche technique et Distribution.
La Fureur d'une mère (The Good Mother) est un film américain réalisé par Miles Joris-Peyrafitte, sorti en 2023.

## Synopsis
Une mère apprend que son fils, dont elle n'était pas proche, a été assassiné. Elle s'associe à la petite amie de celui-ci, enceinte, pour trouver la vérité.

## Fiche technique
- Titre : La Fureur d'une mère
- Titre original : The Good Mother
- Réalisation : Miles Joris-Peyrafitte
- Scénario : Miles Joris-Peyrafitte et Madison Harrison
- Musique : Eric Slick
- Photographie : Charlotte Hornsby
- Montage : Taylor Levy et Damian Rodriguez
- Production : Siena Oberman, Shaun Sanghani et Emma Tillinger Koskoff
- Société de production : SSS Entertainment, Artemis, Priority Pictures et Votiv Films
- Pays de production :  États-Unis
- Genre : Drame et thriller
- Durée : 90 minutes
- Date de sortie : 
  - États-Unis : 1er septembre 2023

## Distribution
- Hilary Swank (VQ : Camille Cyr-Desmarais) : Marissa
- Olivia Cooke (VQ : Catherine Brunet) : Paige
- Jack Reynor (VQ : Lucien Bergeron) : Toby
- Dilone (VQ : Sofia Blondin) : Gina
- Norm Lewis (VQ : Manuel Tadros) : Jim
- Madison Harrison : Michael
- Hopper Penn : Ducky
- Karen Aldridge (VQ : Florence Blain Mbaye) : Laurie
- Jason Giampietro : Barry
- Majestic Tillman : Jeremy
- Laurent Rejto : Chip
- Larry Fessenden : Gary
- Cliff Ware : Jack
- Gregory Marsh : Dale
- Olivia Wood : Michaela

## Accueil
Le film a reçu un accueil mitigé de la critique. Il obtient un score moyen de 45 % sur Metacritic.